# آيت تعرابت (أم ربيع)
آيت تعرابت هي إحدى مشيخات المملكة المغربية، تتبع جغرافيا لإقليم خنيفرة وإداريًا لأم ربيع. يقدر عدد سكانها بـ 1000 نسمة حسب الإحصاء الرسمي للسكان والسكنى لسنة 2004.